# Balansia andropogonis
Balansia andropogonis är en svampart som beskrevs av Syd. & E.J. Butler 1911. Balansia andropogonis ingår i släktet Balansia och familjen Clavicipitaceae.   Inga underarter finns listade i Catalogue of Life.